# La sonrisa del diablo (telenovela de 1970)
La  sonrisa del diablo fue una telenovela mexicana del año 1970. Producción de Ernesto Alonso para Teleprogramas Acapulco, S.A. -una empresa productora perteneciente a Telesistema Mexicano, hoy Televisa- en 1970 y protagonizada antagónicamente por Maricruz Olivier,  Jorge Vargas (quienes interpretaban a una pareja de amantes crueles y ambiciosos), y Narciso Busquets (quien interpretó al héroe de la historia).

## Argumento
Déborah San Román es una mujer siniestra de profunda belleza que se casa con un hombre para matarlo y destruir a su hija, hasta que un día su amante la traiciona.

## Reparto
- Maricruz Olivier - Déborah San Román
- Narciso Busquets - Salvador
- Jorge Vargas - Rafael Galicia
- Andrés García - Carlos
- Norma Herrera - Laura
- Zoila Quiñones - Patricia
- Fanny Schiller - Toña
- Rosenda Monteros - Leonor
- Carmen Salinas - Perla
- Mario Cid - Ricardo
- Noé Murayama - Toño
- Pilar Pellicer - Connie
- Rita Macedo - Rita

## Otras versiones
- En 1992 Ernesto Alonso produce la segunda versión de La sonrisa del diablo protagonizada por Rebecca Jones, Enrique Álvarez Félix y Ernesto Laguardia.

- Datos: Q18223911